# Municipalità di Tatiara
La municipalità di Tatiara è una Local Government Area che si trova in Australia Meridionale. Essa si estende su una superficie di 6.476 chilometri quadrati e ha una popolazione di 6.660 abitanti. La sede del consiglio si trova a Bordertown.